# Jong Hak-jin
Jong Hak-jin (22 de diciembre de 1986) es un luchador norcoreano de lucha libre. Participó en el Campeonato Mundial de 2015 donde logró la 5.ª posición. Ganó una medalla de oro en los Juegos Asiáticos de 2014. Obtuvo la medalla de plata en Campeonato Asiático de 2016. Triunfador del Campeonato Mundial Militar de 2013.